# Chaparana fansipani
Chaparana aenea là một loài ếch thuộc họ Ranidae.
Loài này có ở Trung Quốc, Việt Nam, và có thể cả Lào.
Môi trường sống tự nhiên của chúng là vùng núi ẩm nhiệt đới hoặc cận nhiệt đới và sông ngòi.
Chúng hiện đang bị đe dọa vì mất nơi sống.